# Payroux
Payroux är en kommun i departementet Vienne i regionen Nouvelle-Aquitaine i västra Frankrike. Kommunen ligger i kantonen Charroux som tillhör arrondissementet Montmorillon. År 2022 hade Payroux 463 invånare.

## Befolkningsutveckling
Antalet invånare i kommunen Payroux
| Referens: INSEE |